# Тимелія принцева
Тиме́лія принцева (Sylvia dohrni) — вид горобцеподібних птахів родини кропив'янкових (Sylviidae). Ендемік Сан-Томе і Принсіпі. Вид названий на честь німецького зоолога Гайнріха Дорна.

## Таксономія
Раніше принцеву тимелію відносили до монотипового роду Horizorhinus в родині тимелієвих, однак за результатами молекулярно-філогенетичного дослідження вид був переведений до роду Кропив'янка (Sylvia) в родині кропив'янкових.

## Опис
Довжина птаха становить 14-15 см. Дзьоб відносно довгий. Верхня частина тіла оливково-сіра, нижня частина тіла жовтувато-біла, на грудях сірий "комірець".

## Поширення і екологія
Принцеві тимелії є ендеміками острова Принсіпі у Гвінейській затоці. Вони живуть у вологих рівнинних тропічних лісах і чагарникових заростях, в садах і на плантаціях. Живляться комахами, їх личинками, равликами, ягодами і насінням. Сезон розмноження триває з червня по вересень.